# Jean-Claude Ntenda
Jean-Cluade Ntenda (Champigny-sur-Marne, Francia, 3 de septiembre de 2002) es un futbolista francés que juega como defensa en la Juventus Next Gen de la Serie C.

## Trayectoria
Comenzó a jugar al fútbol a los 10 años en el Taverny como delantero. En 2017 fichó por el F. C. Nantes convirtiéndose en defensa. El 8 de enero de 2020, se trasladó a la Juventus de Turín. Debutó con la Juventus Next Gen el 22 de agosto de 2021 en una victoria por 3-2 en la Copa Italia Serie C contra el SSD Pro Sesto. El 15 de septiembre, tras un partido de la Copa Italia Serie C contra el FeralpiSalò ganado por 3-2, tuvo una lesión del ligamento cruzado anterior.

## Selección nacional
Nacido en Francia, es de ascendencia congoleña. Es internacional juvenil con Francia.

## Estadísticas

### Clubes
Actualizado al último partido disputado el 28 de noviembre de 2023.
| Club                       | Div.          | Temporada     | Liga  | Liga  | Copas nacionales | Copas nacionales | Copas internacionales | Copas internacionales | Total | Total |
| Club                       | Div.          | Temporada     | Part. | Goles | Part.            | Goles            | Part.                 | Goles                 | Part. | Goles |
| -------------------------- | ------------- | ------------- | ----- | ----- | ---------------- | ---------------- | --------------------- | --------------------- | ----- | ----- |
| Juventus Next Gen · Italia | 3.ª           | 2021-22       | 2     | 0     | 2                | 0                | —                     | —                     | 4     | 0     |
| Juventus Next Gen · Italia | 3.ª           | 2022-23       | 2     | 0     | 0                | 0                | —                     | —                     | 2     | 0     |
| Juventus Next Gen · Italia | 3.ª           | 2023-24       | 2     | 0     | 3                | 1                | —                     | —                     | 5     | 1     |
| Juventus Next Gen · Italia | Total club    | Total club    | 6     | 0     | 5                | 1                | 0                     | 0                     | 11    | 1     |
| Total carrera              | Total carrera | Total carrera | 6     | 0     | 5                | 1                | 0                     | 0                     | 11    | 1     |